# Igor Sergejewitsch Diwejew
Igor Sergejewitsch Diwejew (russisch Игорь Сергеевич Дивеев; engl. Transkription: Igor Sergeyevich Diveyev; * 27. September 1999 in Ufa) ist ein russischer Fußballspieler. Der Innenverteidiger spielt seit Februar 2019 für den Erstligisten ZSKA Moskau.

## Karriere

### Verein
Diwejew begann seine professionelle Karriere beim FK Ufa, wo er in der Saison 2018/19 in den Kader der ersten Mannschaft befördert wurde. Am 26. August 2018 (5. Spieltag) debütierte er bei der 0:2-Heimniederlage gegen Zenit St. Petersburg in der höchsten russischen Spielklasse, als er in der Startformation stand, jedoch bereits in der Halbzeitpause für Denis Tumassjan ausgewechselt wurde. Auch am folgenden Spieltag bei der 1:2-Auswärtsniederlage gegen Achmat Grosny kam er wieder zum Einsatz. Diesmal wurde er in der zweiten Halbzeit für Tumasyan eingewechselt. Diese zwei Einsätze bleiben bis zu seinem Wechsel seine einzigen in der Liga für Ufa.
Am 22. Februar 2019 verpflichtete der Ligakonkurrent ZSKA Moskau den Innenverteidiger vorerst auf Leihbasis bis zum Ende der Saison, sicherte sich aber eine Option, ihn im Sommer 2019 zu einem permanenten Bestandteil des Teams zu machen. Sein Debüt bestritt er am 9. März 2019 (19. Spieltag) beim 3:0-Heimsieg gegen Rubin Kasan. Bei den Hauptstädtern entwickelte er sich rasch zum Stammspieler und beendete die Spielzeit mit insgesamt 12 Ligaeinsätzen, wovon zwei für Ufa erfolgten.
Bereits am 31. Mai gab ZSKA bekannt, dass die Kaufoption gezogen wurde und Diwejew mit einem Fünfjahresvertrag ausgestattet wurde. Am 19. September traf er bei der 1:5-Auswärtsniederlage gegen Ludogorez Rasgrad aus Bulgarien in der Gruppenphase der UEFA Europa League 2019/20 erstmals im Trikot der Koni.

### Nationalmannschaft
Diwejew absolvierte 2017 ein Länderspiel für die russische U19-Nationalmannschaft
Ab März 2019 war er für die U21 im Einsatz, für die er insgesamt 13 Partien machte. Im November 2020 debütierte er in einem Testspiel gegen Moldawien für die A-Nationalmannschaft. Im Juni 2021 wurde er auch in den Kader Russlands für die EM berufen.